# Shanxiflugsnappare
Shanxiflugsnappare (Ficedula elisae) är en tätting endemisk för Kina som numera placeras i familjen flugsnappare. Den behandlades tidigare som underart till narcissflugsnappare (Ficedula narcissina), men urskiljs idag oftast som egen art.

## Utseende och läten
Shanxiflugsnappare är lik narcissflugsnappare men skiljer sig från denna genom grågrön hjässa och rygg istället för svart, kort och smalt, ej långt och brett, gult ögonbrynsstreck samt helgul undersida utan orange anstrykning på bröstet och vitaktig buk. Även den mjuka och klara sången skiljer sig, med mindre variation, färre upprepningar och pauser samt mindre dramatiska förändringar i hastighet och tonhöjd.

## Utbredning
Shanxiflugsnappare häckar i nordöstra Kina i nordöstra Hebei och Shanxi. Den flyttar till Thailand, Malackahalvön och möjligen Sydkorea. Den har även observerats i Vietnam.

## Systematik
Tidigare behandlades den som underart till narcissflugsnappare (F. narcissina) och vissa gör det fortfarande. Den skiljer sig dock tydligt i fråga om läten, utseende och genetik. Nyligen beskrivna taxonet beijingnica, först behandlad som egen art, har visats sig vara en ung hane elisae. Den behandlas som monotypisk, det vill säga att den inte delas in i några underarter.

## Levnadssätt
En studie i subalpin ungskog nära Beijing mellan 2003 och 2006 visar att arten främst häckar bland björkar av arten Betula  dahurica. Den anländer till häcklats i början av maj, första års-hanar senare än äldre. De unga hanarna tenderade också att bygga bo på lägre nivå, i snitt på 1271 meters höjd jämfört med gamla hanar på 1364 meter. Boet placeras 2,5 meter ovan mark, vari den lägger i genomsnitt fyra ägg som ruvas i 13 dagar. Ungarna är flygga efter ytterligare 13 dagar. Häckningsframgången är endast drygt 50%, främst på grund av bopredation.

## Status och hot
Arten har ett stort utbredningsområde och en stor population med stabil utveckling och tros inte vara utsatt för något substantiellt hot. Utifrån dessa kriterier kategoriserar internationella naturvårdsunionen IUCN arten som livskraftig (LC).

## Namn
Hugo Weigold som beskrev arten vetenskapligt 1922 gav den namnet elisae efter sin fru Elise Weigold.